# Jeannie Riley
Jeannie Riley, geboren als Jeanne Stephenson (Stamford, 19 oktober 1945), is een Amerikaans countryzangeres. Ze had een nummer 1-hit met haar debuutsingle Harper Valley P.T.A. en kende in de jaren erna tot ongeveer 1973 nog enkele andere hits die het succes van haar eerste single niet meer konden evenaren.

## Biografie
Riley werd geboren in Stamford in Texas en groeide op in het nabijgelegen Anson. Hier zong ze in een band met haar oom Johnny Moore en was ze fan van countryartiesten als Connie Smith. Ze droomde ervan om zelf een countryzangeres te worden en na haar huwelijk haalde ze haar man Mickey over om zijn baan op te zeggen, zodat ze omwille van haar muziekcarrière naar Nashville konden verhuizen. Hier ging hij aan het werk als pompstationbediende en zij als secretaresse voor songwriter Jerry Chesnut, voor wie zij ook af en toe demo's inzong.
Op 26 juli 1968 nam ze het lied Harper Valley P.T.A. van songwriter Tom T. Hall op bij Plantation Records van Shelby Singleton. Singleton wijzigde haar voornaam lichtelijk door er Jeannie van te maken en bracht het nummer meteen uit. De single werd een nummer 1-hit in onder meer de VS en ging bij elkaar zes miljoen maal over de toonbank. Verder ontving ze een Grammy Award in 1969 (muziekjaar 1968) als beste countryzangeres. Rond tien jaar later, in 1978, kwam nog een gelijknamige film uit die op het lied is gebaseerd en in 1981-82 volgde nog een televisieserie die erop was gebaseerd.
Van 1968 tot ongeveer 1973, had ze hits in de countryhitlijst en enkele noteringen in de poplijst van Billboard, zoals de top 10-hits The girl most likely, There never was a time, Country girl, Oh singer en Good enough to be your wife. Haar grootste hit bleef echter haar debuutsingle Harper Valley P.T.A.
Ondertussen raakte ze aan de drank en strandde haar huwelijk in 1970. Medio jaren zeventig herpakte ze het leven en werd ze een herboren christen. In 1976 hertrouwde ze haar ex-man Mickey. Haar leven beschreef ze in haar autobiografie uit 1981 met de titel Jeannie C. Riley, from Harper Valley to the mountain top.
In de jaren tachtig wijzigde ze haar koers door zich aan te sluiten bij gospelgroepen, waaronder de Three Fold Chord Gospel Ministries. In deze stijl bleef ze tot en met de jaren negentig platen uitgeven. Ook ondersteunde ze haar dochter Kim die als Riley Coyle tevergeefs een poging waagde in de countrymuziek met het album Country in my genes.
In 1978 werd Jeannie Riley opgenomen in America's Old Time Country Music Hall of Fame.

## Hitnoteringen
Haar debuutsingle Harper Valley P.T.A. werd zowel in Billboards hitlijsten voor popmuziek als countrymuziek een nummer 1-hit. In België en Nederland kende ze geen hitnoteringen. Wel werd haar debuutsingle in Duitstalige landen een middenmoter en belandde hij op plaats twaalf in het Verenigd Koninkrijk. In Nederland had het nummer nog wel een succesje in het jaar 2000 toen het op nummer 1832 genoteerd stond in de Top 2000 van Radio 2.

## Discografie

### Albums
| Jaar | Album                                  | Top Country Albums | Billboard 200 |
| ---- | -------------------------------------- | ------------------ | ------------- |
| 1968 | Sock and soul                          | -                  | -             |
| 1968 | Harper Valley PTA                      | 1                  | 12            |
| 1969 | Yearbooks and yesterdays               | 9                  | 187           |
| 1969 | Things go better with love             | 14                 | 142           |
| 1970 | Country girl                           | 25                 | -             |
| 1970 | Generation gap                         | 34                 | -             |
| 1971 | The girl most likely                   | -                  | -             |
| 1971 | Greatest hits                          | 22                 | -             |
| 1971 | Jeannie                                | 34                 | -             |
| 1972 | Give myself a party                    | -                  | -             |
| 1972 | Down to earth                          | 43                 | -             |
| 1972 | The world of country                   | -                  | -             |
| 1973 | When love has gone away                | 40                 | -             |
| 1973 | Just Jeannie                           | -                  | -             |
| 1977 | From Nashville with love               | -                  | -             |
| 1979 | Wings to fly                           | -                  | -             |
| 1981 | From Harper Valley to the mountain top | -                  | -             |
| 1984 | Total woman                            | -                  | -             |
| 1986 | Jeannie C. Riley                       | -                  | -             |
| 1991 | Here's Jeannie C. Riley                | -                  | -             |
| 1995 | Praise him                             | -                  | -             |
| 1995 | The best                               | -                  | -             |
| 2000 | Good ol' country                       | -                  | -             |

### Singles
| Jaar | Single                                     | Hot Country Songs | Billboard Hot 100 | Album                                  |
| ---- | ------------------------------------------ | ----------------- | ----------------- | -------------------------------------- |
| 1968 | Harper Valley P.T.A.                       | 1                 | 1                 | Harper Valley PTA                      |
| 1968 | The girl most likely                       | 6                 | 55                | Yearbooks and Yesterdays               |
| 1969 | The price I pay to stay                    | 35                | -                 | Sock and Soul                          |
| 1969 | There never was a time                     | 5                 | 77                | Things Go Better With Love             |
| 1969 | Rib"                                       | 32                | 111               | Things Go Better With Love             |
| 1969 | The back side of Dallas                    | 33                | -                 | Things Go Better With Love             |
| 1969 | Things go better with love                 | 34                | 111               | Things Go Better With Love             |
| 1970 | Country girl                               | 7                 | 106               | Generation gap                         |
| 1970 | Duty not desire                            | 21                | -                 | Generation gap                         |
| 1970 | My man                                     | 60                | -                 | Generation gap                         |
| 1970 | The generation gap                         | 62                | -                 | Generation gap                         |
| 1971 | Oh singer                                  | 4                 | 74                | Jeannie                                |
| 1971 | Good enough to be your wife                | 7                 | 97                | Jeannie                                |
| 1971 | Roses and thorns                           | 15                | -                 | Jeannie                                |
| 1971 | The Lion's Club                            | -                 | -                 | -                                      |
| 1971 | Houston blues                              | 47                | -                 | Give myself a party                    |
| 1972 | Give myself a party                        | 12                | -                 | Give myself a party                    |
| 1972 | Good morning country rain                  | 30                | -                 | Give myself a party                    |
| 1972 | One night                                  | 57                | -                 | Down on earth                          |
| 1973 | When love has gone away                    | 44                | -                 | When love has gone away                |
| 1973 | Hush                                       | 51                | -                 | Just Jeannie                           |
| 1973 | Another football year                      | 57                | -                 | -                                      |
| 1974 | Missouri                                   | -                 | -                 | Just Jeannie                           |
| 1974 | Plain Vanilla (met The Red River Symphony) | 89                | -                 | -                                      |
| 1976 | The best I've ever had                     | 94                | -                 | -                                      |
| 1976 | Pure gold                                  | -                 | -                 | -                                      |
| 1977 | Reach for me                               | -                 | -                 | -                                      |
| 1979 | It's wings that make birds fly             | -                 | -                 | Wings to fly                           |
| 1982 | From Harper Valley to the mountain top     | -                 | -                 | From Harper Valley to the mountain top |
| 1984 | Return to Harper Valley                    | -                 | -                 | Total woman                            |

### NPO Radio 2 Top 2000
Van Jeannie C. Riley stond alleen Harper Valley P.T.A. in 2000 in de NPO Radio 2 Top 2000, op plek 1832.
- Bibliothèque nationale de France: cb13947673h (data)
- Gemeinsame Normdatei: 118818287
- International Standard Name Identifier: 0000 0001 1476 2549
- Library of Congress Control Number: n94102571
- MusicBrainz: 79251d77-dd72-46d3-a324-61c27760ce25
- Nationale Bibliotheek van Tsjechië: mzk2005290035
- SNAC: w6tg59rk
- Virtual International Authority File: 84628783
- WorldCat: E39PBJjd8GmHPCH686kDxKYgKd